# Paul Bonifas
Ne doit pas être confondu avec Paul Bonifas (céramiste).
Pour les articles homonymes, voir Bonifas.
Paul Bonifas est un acteur français, né le 3 juin 1902 dans le 5e arrondissement de Paris et mort le 9 novembre 1975 à Vernouillet (Eure-et-Loir).

## Biographie
Il est né à Paris le 3 juin 1902, au 3 rue de Linné, d'une famille paysanne originaire du sud de Toulouse. Son père Dominique Bonifas est douanier, sa mère Maria Estrade sans profession, domiciliés au 15 rue Colette à Paris. Il fréquenta le Collège Chaptal. Vers la fin des années 1920, Paul Bonifas est contrôleur des douanes, détaché au Ministère des Finances, rue de Rivoli à Paris, et a pour mission de réviser les retraites du personnel. Durant cette période, il suit des cours d'arts dramatiques au Conservatoire après ses heures de service. Ses camarades étaient Pierre Dux, Hélène Tossi, Martine de Breteuil...
Il sortit avec un premier prix de comédie, ce qui lui permit d'entrer au Théâtre de l'Odéon en 1933. En 1936, il devint pensionnaire de la Comédie-Française, où il interpréta les grands classiques.
Mobilisé en 1939 comme officier d'artillerie, il fit la campagne de Belgique dans le 329e régiment d'artillerie, il fut encerclé à Dunkerque avec son unité, blessé les 30 et 31 mai 1940, il fut évacué par les Anglais à bord du S/S Whippingham (en), il arriva à Margate le 1er juin et fut admis le 2 juin à l'hôpital de Plymouth, où on lui sauva sa jambe. Il répondit à l'Appel du 18 juin.
Il refusa la Légion d'honneur, fut décoré de la Croix de Guerre et de la Médaille commémorative des services volontaires dans la France libre.
Il intégra Les Français libres, puis l'équipe de Jacques Duchesne, Maurice Van Moppes et Pierre Dac, qui animait les émissions Les Français parlent aux Français de la BBC.
Il fonda le Théâtre Molière à Londres et donna des conférences sur La Fontaine dans différentes universités. Le Général de Gaulle l'invita à déjeuner en petit comité, comme il avait coutume de le faire, et le remercia de son implication.
De retour en France, il retrouva un temps la Comédie-Française qu'il décida de quitter fin 1946 à la suite de frictions internes pour se partager entre le théâtre (Maître après Dieu, La cuisine des anges, Douze hommes en colère, etc.), le cinéma (Charade, Le train, Paris brûle-t-il ?, Dupont Lajoie...), le doublage de films (Zorro, La belle et le clochard, La chatte sur un toit brûlant...) et les feuilletons radiophoniques (42 rue Courte, La famille Roqueplan, sur Radio Luxembourg). Il eut de nombreux rôles à la télévision.
Il fut marié 3 fois. 
En 1927 à Lourdes avec Julia Dominiquette Françoise Pargala dont il divorce en 1950 et avec qui il a eu une fille.
En 1953 à Paris, mairie du 18e, avec Elsie Edith Moreen Hill  rencontrée en Angleterre en 1940 avec qui, il vivra jusqu'à son divorce en 1967 et dont il a eu 1 fille et 2 fils.
Puis à la fin de sa vie, le 18 décembre 1971 en la mairie du 18e à Paris, avec Paulette Gilberte Renée Bellancourt.
Décédé à Vernouillet (Eure-et-Loir), le 9 novembre 1975 après une vie bien remplie, il repose à Ozouër-le-Voulgis (Seine-et-Marne), où il possédait une maison de campagne et aimait se détendre en s'occupant de ses abeilles.

## Filmographie

### Cinéma
- 1935 : Crime et châtiment de Pierre Chenal
- 1939 : Les Cinq Sous de Lavarède de Maurice Cammage : Un marin
- 1942 : The Foreman Went to France de Charles Frend : Préfet de Rouville
- 1944 : Two Fathers de Anthony Asquith - court métrage - : Frenchman
- 1944 : Aventure malgache de Alfred Hitchcock : Michel - Chef de la Sureté
- 1944 : Candlelight in Algeria de George King : French Proprietor
- 1944 : Le Paradis est à nous (Heaven Is Round the Corner) de Maclean Rogers : Rostond
- 1944 : English Without Tears de Harold French : Monsieur Rolland
- 1944 : Champagne Charlie de Alberto Cavalcanti : Targetino
- 1945 : The Man from Morocco de Mutz Greenbaum : French mayor
- 1945 : Johnny Frenchman de Charles Frend : Jerome
- 1946 : Lisbon Story de Paul Ludwig Stein : Stephan Corelle
- 1946 : La Perle noire (Bedelia) de Lance Comfort : Insurance Manager
- 1951 : Take Me to Paris de Jack Raymond
- 1951 : Juliette ou La clef des songes de Marcel Carné : La capitaine du cargo
- 1951 : Clara de Montargis de Henri Decoin
- 1951 : Pardon My French de Bernard Vorhaus : Monsieur Bleubois
- 1951 : Monsieur Fabre de Henri Diamant-Berger : Victor Duruy
- 1952 : Le Gantelet vert (The Green Glove) de Rudolph Maté : Inspector
- 1952 : Dans la vie tout s'arrange de Marcel Cravenne : Monsieur Bleubois
- 1952 : La Fête à Henriette de Julien Duvivier : Le marchand de journaux
- 1953 : Lettre ouverte  (Lettre ouverte à un mari) de Alex Joffé : Honoré
- 1953 : Leur dernière nuit de Georges Lacombe : Le commissaire principal
- 1955 : Frou-Frou de Augusto Genina : Le réceptionniste de l'hôtel
- 1956 : Marie-Antoinette reine de France de Jean Delannoy : Herman
- 1956 : Notre Dame de Paris de Jean Delannoy : Master Lecornu
- 1957 : Le Cas du Dr Laurent de Jean-Paul Le Chanois : Guillaumin
- 1957 : Mademoiselle et son gang de Jean Boyer : La patron du bistrot
- 1957 : Nous autres à Champignol de Jean Bastia
- 1958 : Rafles sur la ville de Pierre Chenal : L'inspecteur Renaud
- 1958 : Les Misérables de Jean-Paul Le Chanois : Le médecin de l'hôpital
- 1958 : En légitime défense de André Berthomieu : Le président
- 1959 : Archimède le clochard de Gilles Grangier
- 1960 : The Enemy General de George Sherman : Mayor
- 1960 : La Française et l'Amour : segment  La Virginité de Michel Boisrond : Le père de Ginette
- 1960 : Le Gigolo de Jacques Deray
- 1960 : La Vérité de Henri-Georges Clouzot : Un greffier
- 1961 : Aimez-vous Brahms... de Anatole Litvak : le sommelier
- 1961 : Fanny de Joshua Logan : The Postman
- 1961 : Le Miracle des loups de André Hunebelle : Le chirurgien / Doctor of Louis XI
- 1963 : Le Voyage à Biarritz de Gilles Grangier : Bourrély
- 1963 : Les Abysses de Nikos Papatakis : Mons. Lapeyre
- 1963 : Charade de Stanley Donen : Mr. Felix
- 1964 : Des frissons partout de Raoul André : Le notaire
- 1964 : Cent mille dollars au soleil d'Henri Verneuil : Dr Magnart
- 1964 : Le Train (The Train) de John Frankenheimer : Spinet
- 1966 : La Sentinelle endormie de Jean Dréville : Lanier
- 1966 : Qui êtes-vous, Polly Maggoo ? de William Klein
- 1966 : Paris brûle-t-il? de René Clément : Mayor
- 1966 : La Fantastique Histoire vraie d'Eddie Chapman (Triple Cross) de Terence Young : Charlie
- 1968 : Alexandre le bienheureux d'Yves Robert : Le garde
- 1969 : L'Échelle blanche de Paul Feyder et Robert Freeman : Gustave
- 1969 : L'Arbre de Noël de Terence Young
- 1970 : Un couple d'artistes de Bruno Gantillon : Henri Faroy
- 1970 : La Horse de Pierre Granier-Deferre : Un témoin lors de l'accident de la voiture
- 1970 : De la part des copains (Cold Sweat) de Terence Young :  Le Docteur
- 1970 : Peau d'âne de Jacques Demy : Le quatrième médecin
- 1973 : Le Train de Pierre Granier-Deferre : Le voisin
- 1973 : Salut l'artiste d'Yves Robert : Le vieil acteur
- 1974 : Le Retour du grand blond d'Yves Robert
- 1975 : Dupont Lajoie d'Yves Boisset : Le maire
- 1975 : Rosebud d'Otto Preminger : le vieil homme avec la 2CV

### Télévision
- 1959 : En votre âme et conscience, épisode : Le Secret de Charles Rousseau de Jean Prat
- 1960 : En votre âme et conscience, épisode : Le Crime d'Aïn Fezza de Jean Prat
- 1962 : Système deux de Marcel Cravenne
- 1962 : Les Célibataires de Jean Prat : Chandelier
- 1962 : Les Cinq Dernières Minutes - L’Épingle du jeu no 23  de Claude Loursais : Chanu
- 1962 : L'inspecteur Leclerc enquête, épisode : Haute Fidélité de Guy Lefranc
- 1964 : Les Cinq Dernières Minutes : Fenêtre sur jardin de Claude Loursais :  Le médecin légiste
- 1964 : La Terreur et la Vertu : Danton - Robespierre de Stellio Lorenzi
- 1965 : Le Naïf amoureux de Philippe Ducrest : Tonton Louis
- 1965 : Le Théâtre de la jeunesse : Sans famille de Yannick Andréi
- 1966 : Illusions perdues, de Maurice Cazeneuve d'après Honoré de Balzac : Camusot
- 1966 : Au théâtre ce soir : La Cuisine des anges d'Albert Husson, mise en scène Christian-Gérard, réalisation Pierre Sabbagh, théâtre Marigny : Félix Ducotel
- 1967 : En votre âme et conscience, épisode : L'Affaire Dumollard de  Jean Bertho
- 1968 : La Séparation de Maurice Cazeneuve l'archiprêtre
- 1968 : L'Homme de l'ombre  de Guy Jorré, épisode : Le révolté
- 1969 : Fortune d'Henri Colpi : M. Burckardt
- 1970 : Au théâtre ce soir : Douze hommes en colère de Reginald Rose, mise en scène Michel Vitold, réalisation Pierre Sabbagh, théâtre Marigny : Le juré #10
- 1972 : L'Homme qui revient de loin de Michel Wyn : Juste
- 1973 : Braises de décembre de Lazare Iglesis : Le père Laurent
- 1973 : La Duchesse d'Avila de Philippe Ducrest d'après Le Manuscrit trouvé à Saragosse de Jan Potocki : L'aubergiste
- 1973 : La Ligne de démarcation - épisode 6 : Erretoranea (série télévisée) : Le curé
- 1974 : Amoureuse Joséphine de Guy Lessertisseur : Coyier
- 1974 : L'Or et la Fleur de Philippe Ducrest : Miradou
- 1974 : Malicroix de François Gir : Oncle Mathieu
- 1974 : Antigone de Stellio Lorenzi : Le chœur
- 1975 : Le Père Amable de Claude Santelli : Vatinol

## Théâtre
- 1930 : Boën ou la possession des biens de Jules Romains, mise en scène Alexandre Arquillière, théâtre de l'Odéon
- 1933 : Napoléon de Saint-Georges de Bouhélier, théâtre de l'Odéon
- 1934 : Pile ou face de Louis Verneuil, théâtre de l'Odéon
- 1934 : Jeanne d'Arc de Saint-Georges de Bouhélier, théâtre de l'Odéon
- 1934 : Les Femmes savantes de Molière, mise en scène Paul Abram, théâtre de l'Odéon
- 1936 : L'Âne de Buridan de Gaston Arman de Caillavet, Robert de Flers, mise en scène Pierre Bertin, Comédie-Française
- 1937 : Chacun sa vérité de Luigi Pirandello, mise en scène Charles Dullin, Comédie-Française
- 1937 : Asmodée de François Mauriac m.e.s. Jacques Copeau - Firmin, Comédie-Française
- 1938 : La Coupe enchantée de Jean de La Fontaine et Champmeslé, mise en scène André Bacqué, Comédie-Française
- 1938 : Madame Sans-Gêne de Victorien Sardou et Émile Moreau, Comédie-Française
- 1938 : La Robe rouge d'Eugène Brieux, Comédie-Française
- 1938 : L'Anglais tel qu'on le parle de Tristan Bernard, Comédie-Française
- 1938 : La Comtesse d'Escarbagnas de Molière, Comédie-Française
- 1938 : Ruy Blas de Victor Hugo, mise en scène Pierre Dux, Comédie-Française
- 1938 : Tricolore de Pierre Lestringuez, mise en scène Louis Jouvet, Comédie-Française
- 1938 : Le Médecin volant de Molière, mise en scène Fernand Ledoux, Comédie-Française
- 1939 : L'Amour médecin de Molière, Comédie-Française
- 1939 : Cyrano de Bergerac d'Edmond Rostand, mise en scène Pierre Dux, Comédie-Française
- 1939 : Le Jeu de l'amour et de la mort de Romain Rolland, mise en scène Denis d'Inès, Comédie-Française
- 1946 : Le Voyage de monsieur Perrichon d'Eugène Labiche et Édouard Martin, mise en scène Jean Meyer, Comédie-Française
- 1946 : Le Médecin malgré lui de Molière, mise en scène Jean Meyer, Comédie-Française
- 1951 : Maître après Dieu de Jan de Hartog, mise en scène Jean Mercure, théâtre de la Gaîté-Montparnasse
- 1952 : La Cuisine des anges d'Albert Husson, mise en scène Christian-Gérard, théâtre du Vieux-Colombier
- 1953 : Hamlet de Tarascon de Jean Canolle, mise en scène Christian-Gérard, théâtre La Bruyère
- 1955 : La Cuisine des anges d'Albert Husson, mise en scène Christian-Gérard, théâtre Édouard VII
- 1960 : La Jubilaire de Joseph Breitbach, mise en scène Michel de Ré, théâtre Hébertot
- 1969 : Ce fou de Platonov d'Anton Tchekhov, mise en scène Bernard Jenny, théâtre du Vieux-Colombier
- 1970 : Douze Hommes en colère de Reginald Rose, mise en scène Michel Vitold, théâtre Marigny
- 1971 : Les Anges meurtriers de Conor Cruise O'Brien, mise en scène Joan Littlewood, théâtre de Chaillot
- 1972 : Les Bas-fonds de Maxime Gorki, mise en scène Robert Hossein, Reims, théâtre de l'Odéon
- 1972 : La Prison d'après Georges Simenon, mise en scène Robert Hossein, Reims
- 1972 : Adorable Julia de Marc-Gilbert Sauvajon et Guy Bolton d'après Somerset Maugham, mise en scène René Clermont, Théâtre Marigny

## Doublage
Les dates en italique correspondent aux sorties initiales des films dont Paul Bonifas a assuré le redoublage ou le doublage tardif.

### Films
| - Charles Bickford dans : - Les Grands Espaces (1958) - Major Henry Terrill - Le Vent de la plaine (1960) - Zeb Rawlins - Francis De Wolff dans : - Le Chien des Baskerville (1959) - le docteur Mortimer - Le Spectre maudit (1964) - Black John - Albert Dekker dans : - L'Aventurier du Rio Grande (1959) - Le capitaine Rucker - La Horde sauvage (1969) - Pat Harrigan - James Westerfield dans : - Le Fier Rebelle (1958) - Birm Battes - Cent dollars pour un shérif (1969) - Le juge Parker | - Ray Teal dans : - Procès de singe (1960) - Jessie H. Dunlap - Jugement à Nuremberg (1961) - le juge Curtiss Ives - Wallace Ford dans : - Crépuscule sur l'océan (1958) - le vieux Brown - Un coin de ciel bleu (1965) - Ole Pa - Livio Lorenzon dans : - Le Chevalier du château maudit (1959) - Guidobaldo - Le Bon, la Brute et le Truand (1966) - Baker |

### Longs métrages d'animation
- 1961 : Les 101 Dalmatiens - Horace[4]